# Ассоциативное программирование
Ассоциативное программирование (сокр. АП) — метод компьютерной обработки данных, хранящихся в больших информационных массивах; разработано в самом начале 1960-х годов А. И. Китовым, который, начиная с 1961 года, выступает с докладами и сообщениями об ассоциативном программировании на ряде конференций и семинаров. В частности, доклад «Ассоциативное программирование» был сделан А. И. Китовым 16 ноября 1962 года в МГУ имени М. В. Ломоносова на семинаре по программированию, проходившем под руководством А. А. Ляпунова.
АП является отдельным самостоятельным разделом общей теории программирования. По своей сути, АП это совокупность способов решения информационно-логических задач основанных на программной реализации ассоциативных связей между разнообразными данными, хранящимися в различных запоминающих устройствах компьютеров. По назначению, близкими к АП являются списковая обработка данных, узловой способ организации данных, способ цепной адресации данных, метод управляющих слов. АП применяют при логической обработке информации о различных объектах, состав и количество которых постоянно меняются в процессе компьютерного решения задач, а также когда заранее невозможно определить объёмы данных различных видов и произвести точное распределение компьютерной памяти.
Основные средства АП это использование адресов связи для построения списков различных видов, объединяющих объекты с общими признаками; использование списковых структур для представления иерархических систем организации данных; использование так называемых продвигаемых списков для временного хранения упорядоченных данных, а также восстановления их в обратном порядке; организация компьютерной памяти в виде цепного списка ячеек с целью обеспечения гибкости и полноты её использования. При этом, исключается необходимость её детального предварительного распределения. Задачам, решаемым с помощью АП, свойственно значительное количество информации и постоянное использование процедур поиска или классификации объектов по их признакам; включение и исключение объектов различных групп (списков) обрабатываемых данных.
Практическое использование АП позволило значительно ускорить поиск и обработку данных в больших массивах и обеспечило удобное и компактное представление сложных алгоритмов решения информационно-логических задач (например, планирование производства и материально-технического снабжения, поиск научно-технической информации, поиск справочных данных о различных машинах, оборудовании, приборах и тому подобное. В 1960—1970-х годах ассоциативное программирование было весьма эффективно при решении экономических и управленческих задач, а также других задач, относящихся к классу информационно-логических.
Теория «Ассоциативное программирование» была использована при создании в первой половине 1960-х годов под руководством профессора Анатолия Ивановича Китова, в то время начальника Главного вычислительного центра Министерства радиопромышленности СССР и заместитель директора по научной работе НИИ автоматической аппаратуры (НИИАА), алгоритмического языка программирования «АЛГЭМ» (алгоритмы экономические и математические) для массовых советских ЭВМ «Минск-22» и «Минск-32». АЛГЭМ был внедрён на более, чем восьмистах предприятиях СССР.